# Tiro ai Giochi della IV Olimpiade - Bersaglio mobile colpo doppio
La competizione del bersaglio mobile colpo doppio  di Tiro ai Giochi della IV Olimpiade si tenne i giorni 9  e 10 luglio 1908 al Bisley Rifle Range nella contea di Surrey. 

## Risultati
Distanza 110 metri. 20 colpi in dieci corse della sagoma.
| Pos.    | Atleta                 | Nazione     | Totale | Spareggio |
| ------- | ---------------------- | ----------- | ------ | --------- |
| Oro     | Walter Winans          | Stati Uniti | 46     | 44        |
| Argento | Ted Ranken             | Regno Unito | 46     | 41        |
| Bronzo  | Oscar Swahn            | Svezia      | 38     |           |
| 4       | Maurice Blood          | Regno Unito | 34     |           |
| 5       | Albert Kempster        | Regno Unito | 34     |           |
| 6       | William Ellicott       | Regno Unito | 33     |           |
| 6       | Alexander Rogers       | Regno Unito | 33     |           |
| 8       | Ernst Rosell           | Svezia      | 27     |           |
| 9       | John Bashford          | Regno Unito | 25     |           |
| 10      | James Cowan            | Regno Unito | 24     |           |
| 11      | Charles Nix            | Regno Unito | 22     |           |
| 12      | Léon Tétart            | Francia     | 21     |           |
| 13      | William Lane-Joynt     | Regno Unito | 20     |           |
| 14      | Maurice Robion du Pont | Francia     | 18     |           |
| 15      | Joshua Millner         | Regno Unito | 15     |           |